# Ben F. Reynolds
Ben Franklin Reynolds (* 21. Juli 1890, in Woodville, Michigan; † 14. Februar 1948 in Los Angeles) war ein amerikanischer Kameramann, verantwortlich für die meisterliche Bildgestaltung diverser prätentiöser Stummfilminszenierungen Erich von Stroheims.

## Karriere
Benjamin Franklin Reynolds hatte eine fotografische Ausbildung erhalten, ehe er im Jahre 1914 zum Film stieß. In den kommenden drei Jahren war er bei den Universal Studios in den verschiedensten Abteilungen tätig und diente sich vom Assistenten über den einfachen Kameraoperateur zum Chefkameramann hoch. Seine ersten selbständigen Bildarrangements gestaltete Reynolds seit 1917 für recht primitive, kurze Western des Regie-Neulings John Ford.
Ende 1918 begann eine überaus fruchtbare und erfolgreiche Zusammenarbeit mit dem Perfektionisten Erich von Stroheim, dessen monumentale, mitunter epische und extrem kosten- und zeitaufwendige Dramen Reynolds mit großem technischen Aufwand und Raffinesse kongenial in packende und atemberaubende Bilder umzusetzen vermochte. Bei dem an Originalschauplätzen entstandenen Film Gier nach Geld, nach 1945 neubetitelt Gier, setzte Reynolds, ganz in der Tradition schwedischer Filmemacher, die Landschaft als dramatisches Gestaltungsprinzip ein. 
Mit Stroheims Niedergang als Regisseur zu Beginn der Tonfilm-Epoche war auch Reynolds’ Karriere de facto beendet. Er fotografierte zwar noch eine Reihe von (meist billigen) Inszenierungen, darunter mehrere für den Regisseur Henry Hathaway, doch handelte es sich dabei durchweg um zweitklassige Billigproduktionen, dem Talent eines Ben Reynolds nicht einmal annähernd angemessen. Nach 1935 erhielt er keinen einzigen Spielfilmauftrag mehr.

## Filmographie (Auswahl)
| - 1917: The Scrapper (Kurzfilm) - 1917: The Soul Herder (Kurzfilm) - 1917: The Secret Man - 1918: The Scarlet Drop - 1918: Der Mann ohne Nerven (Hell Bent) - 1918: A Woman’s Fool - 1918: Blinde Ehemänner (Blind Husbands) - 1919: The Devil’s Passkey - 1922: Törichte Frauen / Närrische Frauen (Foolish Wifes) - 1922: Rummelplatz des Lebens (Merry-Go-Round), - 1922: The Long Chance - 1923: The Ghost Patrol - 1923: The Prisoner - 1923: Gier / Gier nach Geld (Greed) - 1924: Der Kampf um den Mann (Butterfly) - 1924: The Signal Tower - 1925: Die lustige Witwe (The Merry Widow) - 1925: Die kleine Hochstaplerin (A Slave of Fashion) - 1926: Des Teufels Zirkus (The Devil’s Circus) - 1926: Tin Hats - 1926: Das starke schwache Geschlecht (The Waning Sex) - 1926/27: Der Hochzeitsmarsch (The Wedding March) | - 1927: Seidene Strümpfe (Silk Stockings) - 1927: Der 13. Geschworene (The 13th Juror) - 1928: Der Weg des Starken (The Way of the Strong) - 1928: The Little Wildcat - 1928: Sonny Boy - 1928/29: Queen Kelly (unvollendet) - 1929: Kid Gloves - 1929: Honky Tonk - 1929: Stolen Kisses - 1929/30: Vengeance - 1933: Mädchenraub in Wildwest (Man of the Forest) - 1933: To the Last Man - 1933: Tillie and Gus - 1933: The Thundering Herd - 1934: Come On Marines ! - 1934: The Witching Hour - 1934: Menace - 1934: Die gute alte Zeit (The Old-Fashioned Way) - 1935: Männer ohne Namen (Men Without Names) - 1935: One Hour Late - 1935: Das Tal des Todes (Wanderer of the Wasteland) - 1935: It’s a Great Life |